# Abram P. Williams
Abram Pease Williams, född 3 februari 1832 i Somerset County, Maine, död 17 oktober 1911 i San Francisco, Kalifornien, var en amerikansk republikansk politiker. Han representerade delstaten Kalifornien i USA:s senat 1886-1887.
Williams gick i skola i Maine och arbetade som lärare i North Anson. Han flyttade 1853 till Fairfield och inledde sin karriär som handelsman. Han flyttade sedan 1858 till Kalifornien och var verksam inom gruvbranschen i Tuolumne County. Efter ett år återgick han till karriären som handelsman och flyttade sedan 1861 till San Francisco.
Senator John Franklin Miller avled 1886 i ämbetet och efterträddes av George Hearst fram till fyllnadsvalet senare samma år. Williams vann valet och tillträdde som senator 4 augusti 1886. Han kandiderade inte till en sexårig mandatperiod i senaten och efterträddes i mars 1887 av Hearst.
Williams grav finns på Maplewood Cemetery i Fairfield, Maine.